# Lienardia purpurata
Lienardia purpurata is een slakkensoort uit de familie van de Clathurellidae. De wetenschappelijke naam van de soort is voor het eerst geldig gepubliceerd in 1860 door Souverbie.